# 宇佐美蘭
宇佐美 蘭（うさみ らん、1991年9月17日 - ）は、日本の女優、キャスター。旧姓、田井中（たいなか）。京都府長岡京市出身。身長152cm。特技は少林寺拳法。舞夢プロ所属。かつてはセント・フォースに所属していた。

## 来歴
2005年、雑誌De-Viewの誌上オーディション応募がきっかけで事務所（ニューカム）に所属。2007年、高校入学を期に上京し本格的に芸能活動を始める。
大学受験を期に2009年6月から一時期休業するが、2010年より所属事務所をセント・フォースに移しキャスターとして活動を再開している。当初は「スプラウト部門」のタレントであったが、スプラウトの分社後はセントフォース本体の所属タレントとして活動をしている。
2011年6月27日、プロサッカー選手の宇佐美貴史との入籍が発表された。入籍により姓が「田井中」から「宇佐美」に変わったのに伴い、芸能活動も「宇佐美」姓で行うようになった。同年7月、夫・貴史がドイツ・バイエルン・ミュンヘンへ移籍した際には大学を休学し共に渡独している。
2013年6月、夫のガンバ大阪復帰を機に大学へ復学。2014年12月20日、入籍から3年越しで結婚披露宴を行った。2015年8月24日、自身のブログで第1子妊娠を発表。同年12月24日、第1子の長女を出産。その後次女も出産し2児の母となっている。
2016年3月に、成蹊大学文学部を卒業した。
2020年4月、当時の所属事務所(セント・フォース)の公式ホームページから公式プロフィールが削除された。
2021年現在、舞夢プロに所属。

## 家族
姉がいる。

## 出演

### テレビドラマ
- 帰って来た時効警察 第6話（2007年5月18日） - 寺島紀子（旅館の女将の娘）役
- キューティーハニー THE LIVE 第6話（2007年10月、テレビ東京）ゲスト - エリカ 役
- VIVANT（2023年）
- 連続テレビ小説
  - ブギウギ（2023年、NHK） - UGDの観客 役[10]
  - おむすび（2025年、NHK） - 丸尾遥香 役

### テレビ番組
- ナツキと鉄平のバクテリア大作戦（2008年、サイエンスチャンネル） - ナツキ 役
- ゴゴ天（2010年 - 2011年6月、スカパー!・e-天気.net） - 月曜日キャスター
- ジャンクSPORTS（2020年4月12日）

### 映画
- エクステ（2007年）- 安置所の少女(髪が伸びる死体の少女役)

### 舞台
- 心は孤独なアトム（2008年3月、シアターアプル 作/演出:森岡利行）

### 雑誌
- De-View

### 写真集
- cent. Force fresh & sprout（2010年、ワニブックス） ISBN 978-4847042867

### 広告

#### CM
- JR東海 東京☆ブックマーク（2009年） - 岩崎千明、岡田茉奈と共演

#### スチール
- 工学院大学附属高等学校 パンフレット（2007年）

## 参照
1. ↑  「宇佐美蘭（うさみらん）」『WEB ザテレビジョン』。2025年8月12日閲覧。
2. ↑  “「時効警察」第6話、旅館おかみさんの娘役の美少女は？”. Web De-View.  オリコン・エンタテインメント (2007年5月22日). 2014年7月28日閲覧。
3. ↑  “バイエルン移籍の宇佐美が田井中蘭との入籍を発表「温かく見守って」”. SOCCER KING.   株式会社フロムワン (2011年6月27日). 2014年7月28日閲覧。
4. ↑  “「技術は通用する」 宇佐美バイエルン移籍”. 読売新聞. (2011年6月28日) 2014年7月28日閲覧。
5. ↑  結婚式。｜宇佐美蘭オフィシャルブログ「Ran's life」Powered by Ameba、2014年12月22日
6. ↑  ご報告｜宇佐美蘭オフィシャルブログ「Ran's life」Powered by Ameba、2015年8月24日
7. ↑  ご報告☆｜宇佐美蘭オフィシャルブログ「Ran's life」Powered by Ameba、2015年12月25日
8. ↑  卒業｜宇佐美蘭オフィシャルブログ「Ran's life」Powered by Ameba
9. ↑  “sister♪”.   宇佐美蘭オフィシャルブログ (2014年6月13日). 2014年7月28日閲覧。
10. ↑  “NHK「ブギウギ」にJリーガー妻がちょい役で出演　登場8秒で台詞もひと言　本人報告に「やっぱり！」「もう一回観ます！」”.   デイリー通信 (2023年11月27日). 2023年12月3日閲覧。